# سوپر جام فوتبال ایسلند
 سوپر جام فوتبال ایسلند  (به ایسلندی: Icelandic Super Cup) مسابقه‌ای است که سالانه مابین قهرمان لیگ برتر فوتبال ایسلند و قهرمان جام حذفی فوتبال ایسلند برگزار می‌شود.
باشگاه فوتبال هافنارفیوردور با ۵ قهرمانی پرافتخارترین تیم این سری مسابقات به حساب می‌آید.

## پرافتخارترین باشگاه‌ها
| باشگاه        | قهرمانی |
| هافنارفیوردور | ۵       |
| والور         | ۲       |
| آکرانس        | ۱       |
| ریکیاویکور    | ۱       |